# Valladolid
Valladolid ⓘ [baʝaðoˈlið] ist eine Großstadt und eine Gemeinde (municipio) mit 300.618 Einwohnern (Stand: 2024) in der Region Kastilien-León in Nordspanien. Im 15. und 16. Jahrhundert war Valladolid die Hauptstadt des Königreichs Kastilien und von 1600 bis 1606 von ganz Spanien; heute ist sie die Hauptstadt der Provinz Valladolid und der Regierungssitz der autonomen Region Kastilien und León. Das historische Zentrum der Stadt ist als Kulturgut (Bien de Interés Cultural) in der Kategorie Conjunto histórico-artístico eingestuft.
Die Einwohner werden Vallisoletanos bzw. Vallisoletanas genannt.

## Lage und Klima
Valladolid liegt südlich von Villanubla, Teil der Montes de Torozos und der Hochebene Tierra de Campos in einer Höhe von ca. 700 m am Río Pisuerga, der etwa 20 km südwestlich in den Duero einmündet. Die spanische Hauptstadt Madrid ist ungefähr 190 km (Fahrtstrecke) in südöstlicher Richtung entfernt. Das Kontinentalklima ist gemäßigt; der spärliche Regen (ca. 420 mm/Jahr) fällt hauptsächlich im Winterhalbjahr.
|                       | Jan  | Feb  | Mär  | Apr  | Mai  | Jun  | Jul  | Aug  | Sep  | Okt  | Nov  | Dez  |   |       |
| Mittl. Tagesmax. (°C) | 8,2  | 11,2 | 15,2 | 16,9 | 21,0 | 27,0 | 30,7 | 30,1 | 25,6 | 18,9 | 12,4 | 8,6  | ⌀ | 18,9  |
| Mittl. Tagesmin. (°C) | 0,2  | 0,7  | 2,8  | 4,6  | 7,8  | 11,6 | 14,0 | 14,1 | 11,3 | 7,6  | 3,5  | 1,3  | ⌀ | 6,7   |
|                       |      |      |      |      |      |      |      |      |      |      |      |      |   |       |
| Niederschlag (mm)     | 39,8 | 27,1 | 21,9 | 46,2 | 49,3 | 29,2 | 12,6 | 15,8 | 30,7 | 54,6 | 52,1 | 53,4 | Σ | 432,7 |
|                       |      |      |      |      |      |      |      |      |      |      |      |      |   |       |
| Sonnenstunden (h/d)   | 3,1  | 4,8  | 6,2  | 7,2  | 8,8  | 10,3 | 11,6 | 10,9 | 8,1  | 5,9  | 3,9  | 2,7  | ⌀ | 7     |
|                       |      |      |      |      |      |      |      |      |      |      |      |      |   |       |
| Regentage (d)         | 11,4 | 8,4  | 7,7  | 11,4 | 11,0 | 6,8  | 3,7  | 3,6  | 6,0  | 10,2 | 11,3 | 12,5 | Σ | 104   |
|                       |      |      |      |      |      |      |      |      |      |      |      |      |   |       |
| Luftfeuchtigkeit (%)  | 82   | 72   | 62   | 61   | 57   | 52   | 44   | 46   | 53   | 67   | 77   | 83   | ⌀ | 63    |

| 0,2 |

| 0,7 |

| 2,8 |

| 4,6 |

| 7,8 |

| 11,6 |

| 14,0 |

| 14,1 |

| 11,3 |

| 7,6 |

| 3,5 |

| 1,3 |

| 0,2 |

| 0,7 |

| 2,8 |

| 4,6 |

| 7,8 |

| 11,6 |

| 14,0 |

| 14,1 |

| 11,3 |

| 7,6 |

| 3,5 |

| 1,3 |

## Geschichte

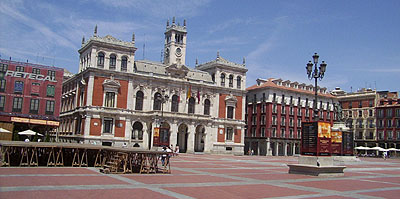
Stadthaus und Plaza Mayor

Keltische, römische und westgotische Funde wurden bislang nicht gemacht. Im 8. Jahrhundert drangen arabisch-maurische Heere bis weit in den Norden der Iberischen Halbinsel vor, doch bereits im 10. Jahrhundert wurde die Gegend von den Christen zeitweise zurückerobert (reconquista). Im späten 11. Jahrhundert erkor Graf Pedro Ansúrez die weitgehend entvölkerte Stadt zu seiner Residenz, baute sie erheblich aus und förderte ihre Wiederbesiedelung (repoblación), weshalb er oft als eigentlicher Begründer der Stadt gilt. Im 15. Jahrhundert wurde sie die Hauptstadt des Königreichs Kastilien, bis Philipp II. seinen Herrschaftsmittelpunkt im Jahr 1561 in die neuerrichtete Klosterresidenz Real Sitio de San Lorenzo de El Escorial bei Madrid verlegte. Allerdings wurde Valladolid zwischen 1600 und 1606 kurzzeitig wieder Hauptstadt. 1561 brannte die Stadt großenteils ab, wurde aber unter Philipp II. schöner und regelmäßiger wieder aufgebaut.
Am 20. Mai 1506 starb hier Christoph Kolumbus. In den Jahren 1550/51 war die Stadt Schauplatz der berühmten Dispute von Valladolid, der ersten großen moralischen Diskussion über die korrekte Behandlung und Versklavung der indianischen Ureinwohner von Amerika.
Am 25. Dezember 1595 wurde das römisch-katholische Bistum Valladolid errichtet und am 4. Juli 1857 zum Erzbistum Valladolid erhoben. Hauptkirche ist die Kathedrale Nuestra Señora de la Asunción (Mariä Himmelfahrt).
Um 1850 wurde der 207 Kilometer lange Canal de Castilla nach etwa 100 Jahren Bauzeit in Betrieb genommen; er verbindet Valladolid mit Grijota nahe Palencia. Dort gabelt sich der Kanal; der nördliche Arm endet in Alar del Rey im Nordosten der Provinz Palencia und der südwestliche Arm in Medina de Rioseco (Provinz Valladolid).

## Bevölkerungsentwicklung
| Jahr      | 1857   | 1900   | 1950    | 2000    | 2017    | 2021    |
| --------- | ------ | ------ | ------- | ------- | ------- | ------- |
| Einwohner | 41.943 | 68.789 | 124.212 | 319.129 | 299.715 | 297.775 |

Wegen der Mechanisierung der Landwirtschaft und der Aufgabe bäuerlicher Kleinbetriebe wanderten viele Arbeitskräfte und deren Familien im 20. Jahrhundert in die größeren Städte ab (Landflucht).

## Sprache
Spanisch ist die einzige Amtssprache in der Stadt. Valladolid zeichnet sich dadurch aus, dass es die Residenz des Autors von Don Quijote, Miguel de Cervantes, sowie von Autoren wie José Zorrilla oder Miguel Delibes und der Stoßrichtung seiner Universität war. Die Provinz zeichnet sich durch eine beträchtliche Anzahl von Menschen aus, die die spanische Sprache lernen möchten (Sprachtourismus).

## Sehenswürdigkeiten

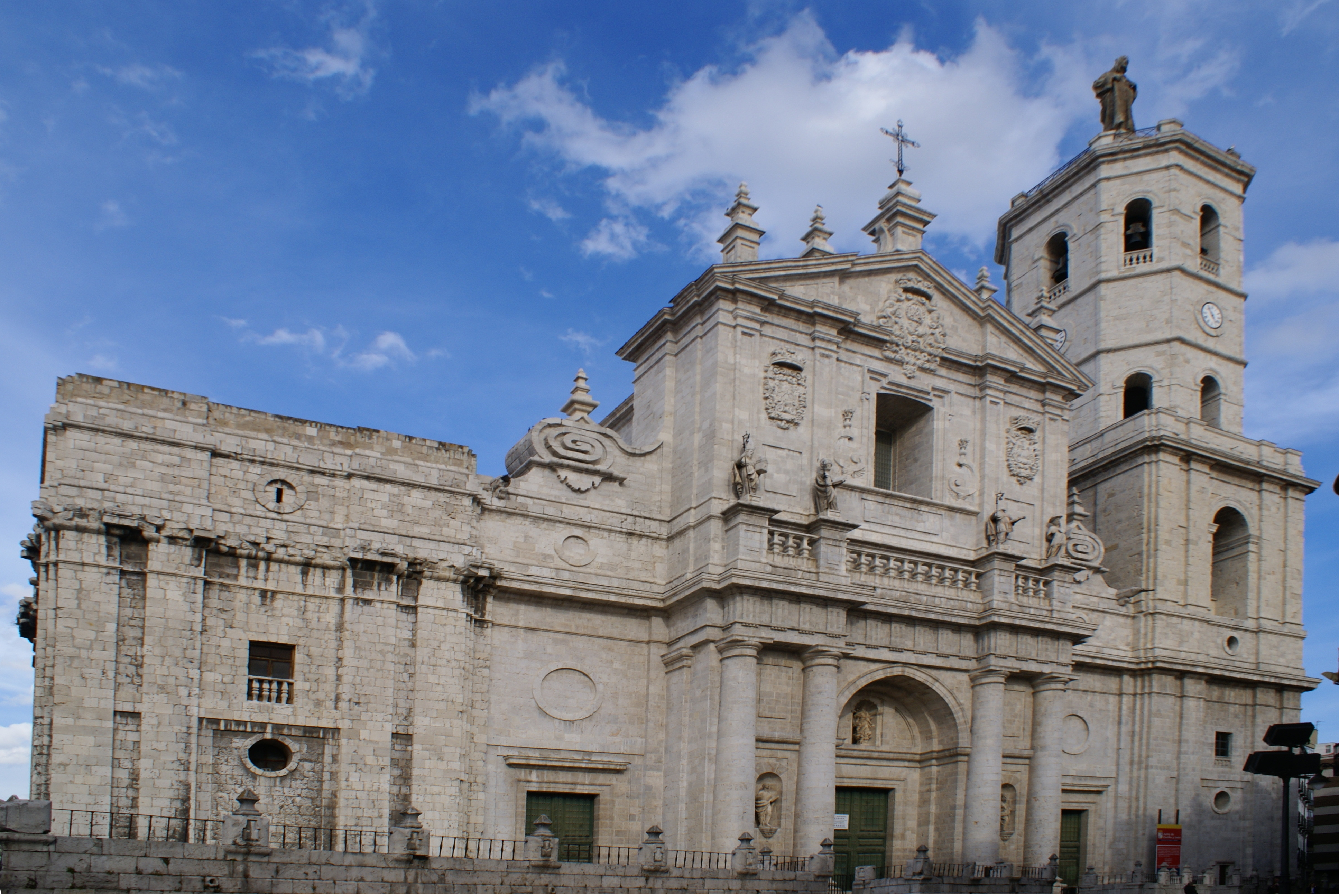
Kathedrale Nuestra Señora de la Asunción

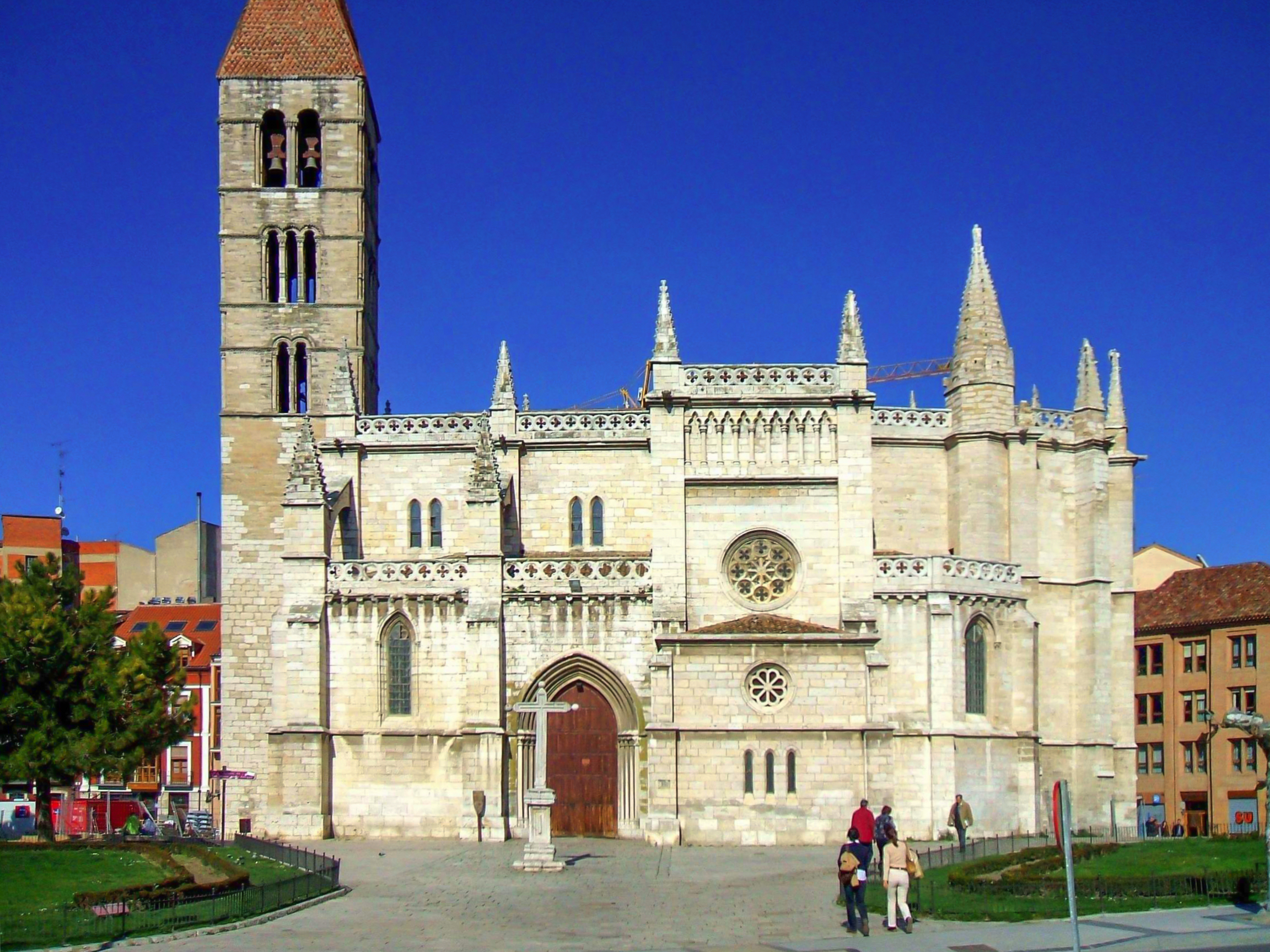
Santa María La Antigua

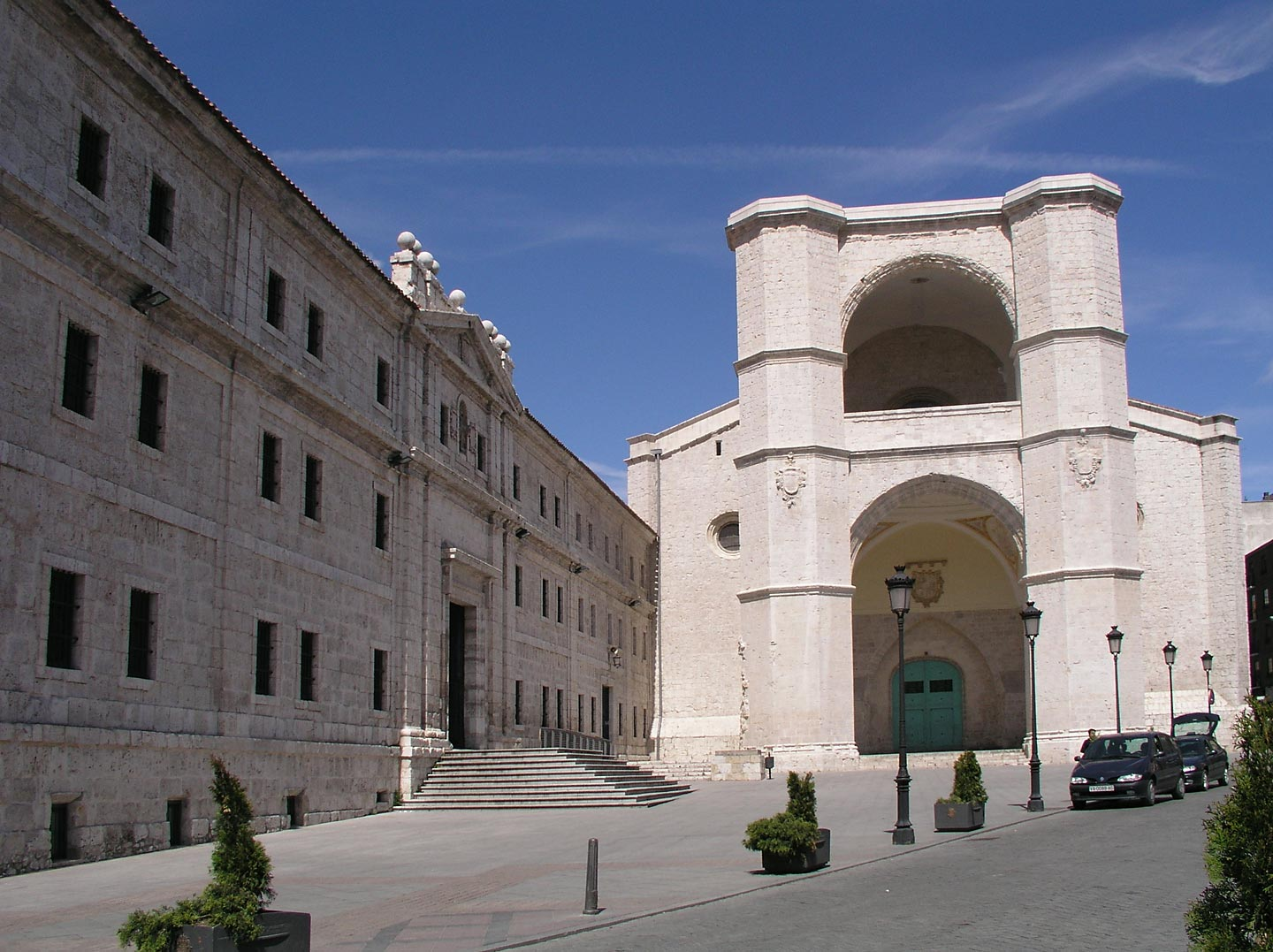
San Benito

- Der im 16. Jahrhundert entstandene rechteckige Hauptplatz (Plaza Mayor) gilt als Vorbild der gleichnamigen Plätze in Madrid und Salamanca sowie der übrigen spanischsprachigen Welt.
- Die Kathedrale Nuestra Señora de la Asunción entstand an der Stelle einer ehemaligen Kollegiatkirche; der Neubau wurde von Juan de Herrera, dem Architekten des Escorial, um 1580 entworfen; kurz darauf erfolgte der Baubeginn. Im Jahr 1730 wurde der Weiterbau der Kathedrale von Alberto de Churriguera übernommen, doch wurde er im 20. Jahrhundert eingestellt; von der ursprünglich geplanten Länge von 122 m wurde nur etwa die Hälfte verwirklicht, auch die Anzahl der Türme wurde reduziert.
- Die Iglesia de Santa María de La Antigua wurde im späten 11. Jahrhundert vom Grafen Ansúrez gegründet, jedoch später wiederholt verändert. Der Glockenturm (campanario) und das Portal stammen aus der Zeit um 1300; die übrigen Teile sind gotisch und gehören ins 14./15. Jahrhundert.
- Die Iglesia de San Pablo war die ehemalige Klosterkirche des Dominikanerordens und wurde im Auftrag des Dominikaners und späteren Kardinals Juan de Torquemada im Jahr 1445 begonnen; seine Nachfolger setzten den Bau bis zu seiner Fertigstellung im Jahr 1616 fort. Der Mittelteil der Fassade wurde von Simon von Köln († 1511) mitgestaltet und gilt als Meisterwerk des spätgotischen Isabellinischen Stils. Im Jahr 1968 erlitt der Kirchenbau schwere Schäden durch einen Brand; diese wurden jedoch ausgebessert. In den Jahren 2004–2009 erfolgte eine grundlegende Restaurierung des Bauwerks.
- Die Fassade des benachbarten Colegio de San Gregorio (1488–1496) ist ebenfalls ein Höhepunkt des Isabellinischen Stils. Der Bau beherbergt das Nationalmuseum für Skulpturen mit Spaniens größter Sammlung mehrfarbiger Holzskulpturen.
- Die benachbarte Universität Valladolid gehört zu den ältesten in ganz Europa. Als Gründungsjahr gilt das Jahr 1346.
- Im Jahr 1515 wurde mit dem Bau des Palacio de los Condes de Benavente begonnen, dessen nahezu schmucklose und ungegliederte Fassade sich nur geringfügig vom kreuzgangartigen Innenhof abhebt.
- Die ursprünglich romanische Kirche San Nicolas de Bari wurde gegen Ende des 16. und nochmals um die Mitte des 18. Jahrhunderts komplett umgestaltet.
- Unweit davon stehen der mehrfach veränderte Königliche Palast (Palacio Real), der Palacio de Villena, der Palacio del Conde de Gondomar und der Palacio de Pimentel.
- Die spätmittelalterliche Steinbrücke über den Río Pisuerga (Puente Mayor) war von großer wirtschaftlicher und strategischer Bedeutung.
- Pasaje Gutiérrez, eine historische Einkaufspassage.

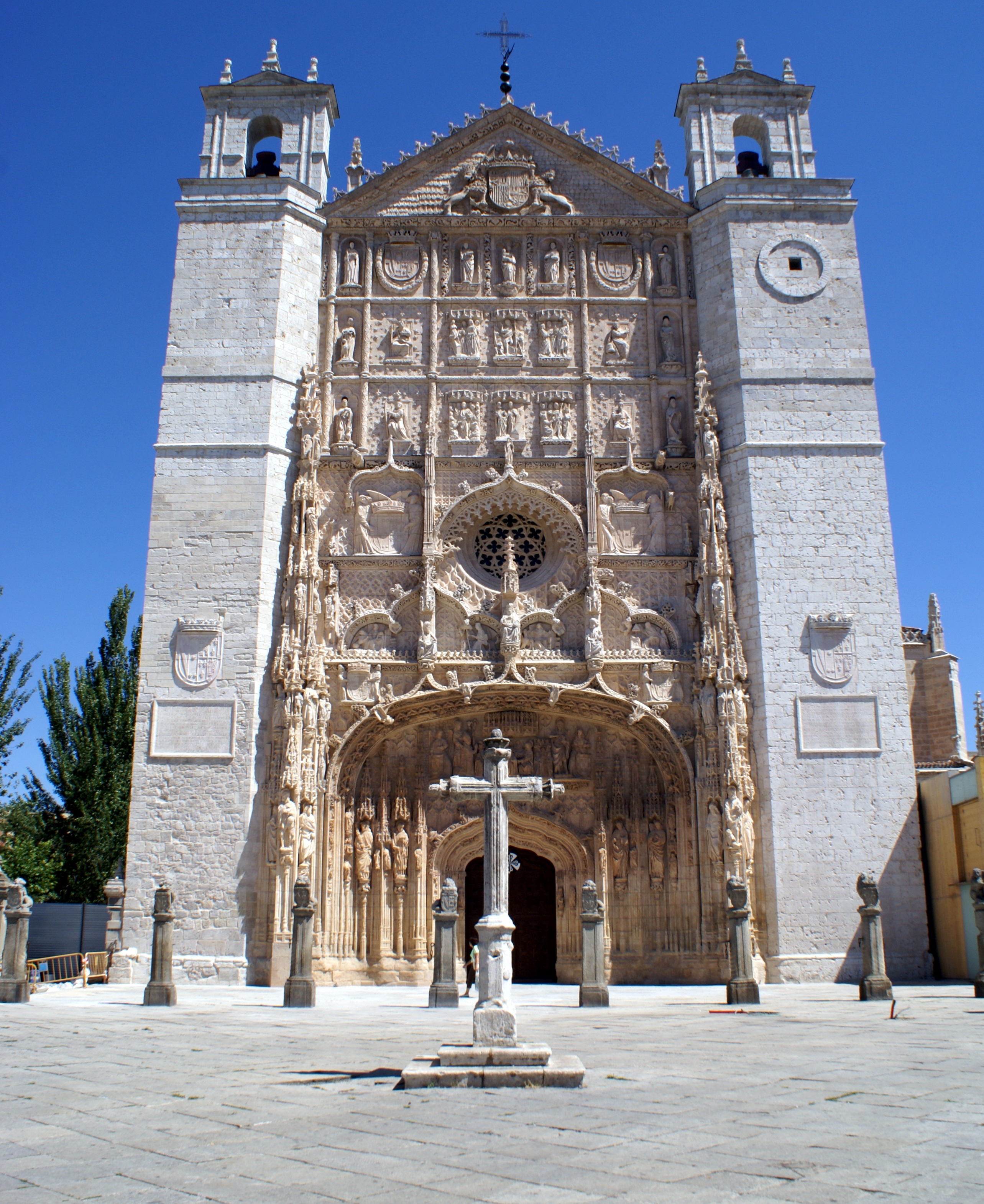
San Pablo
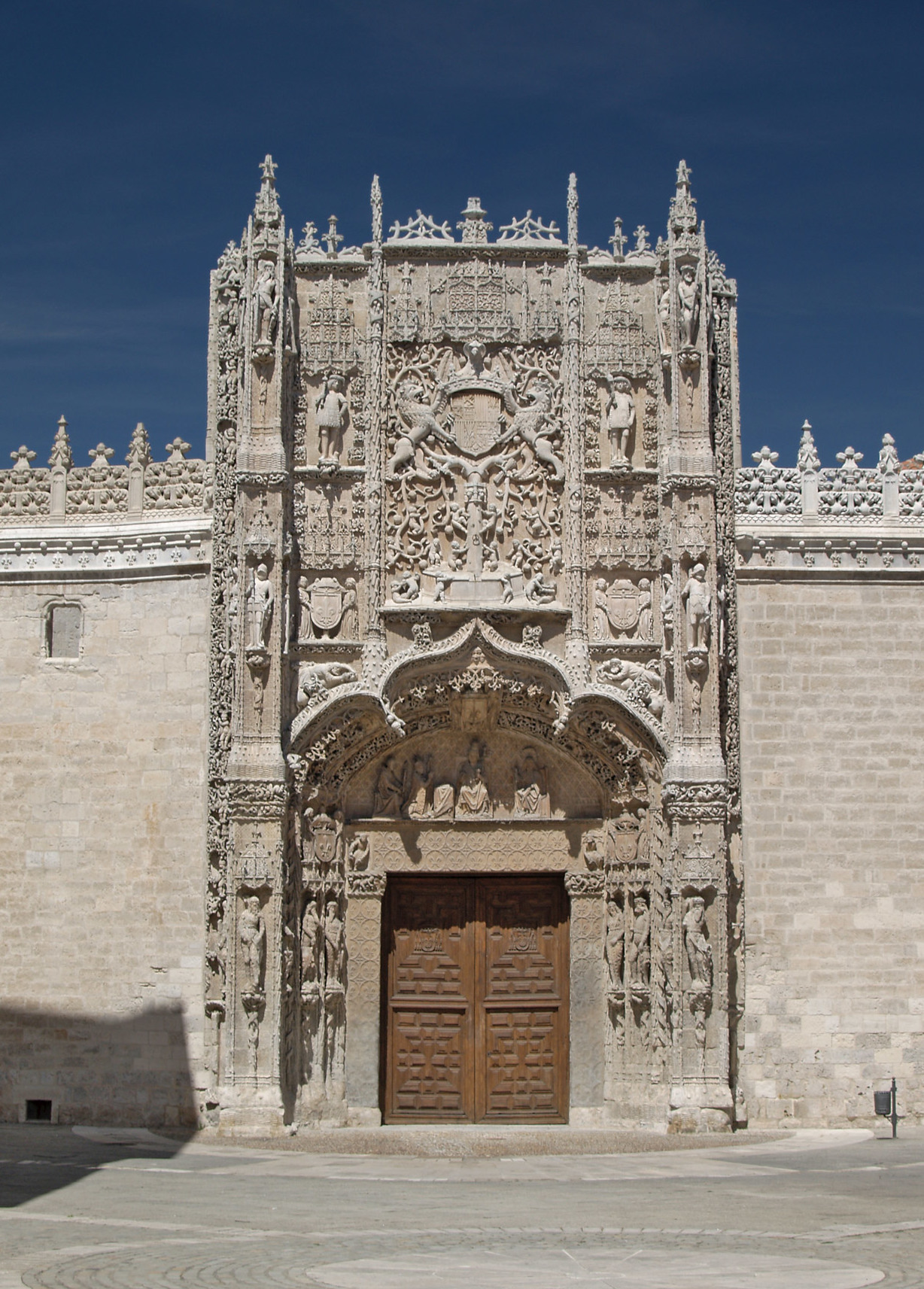
Colegio de San Gregorio
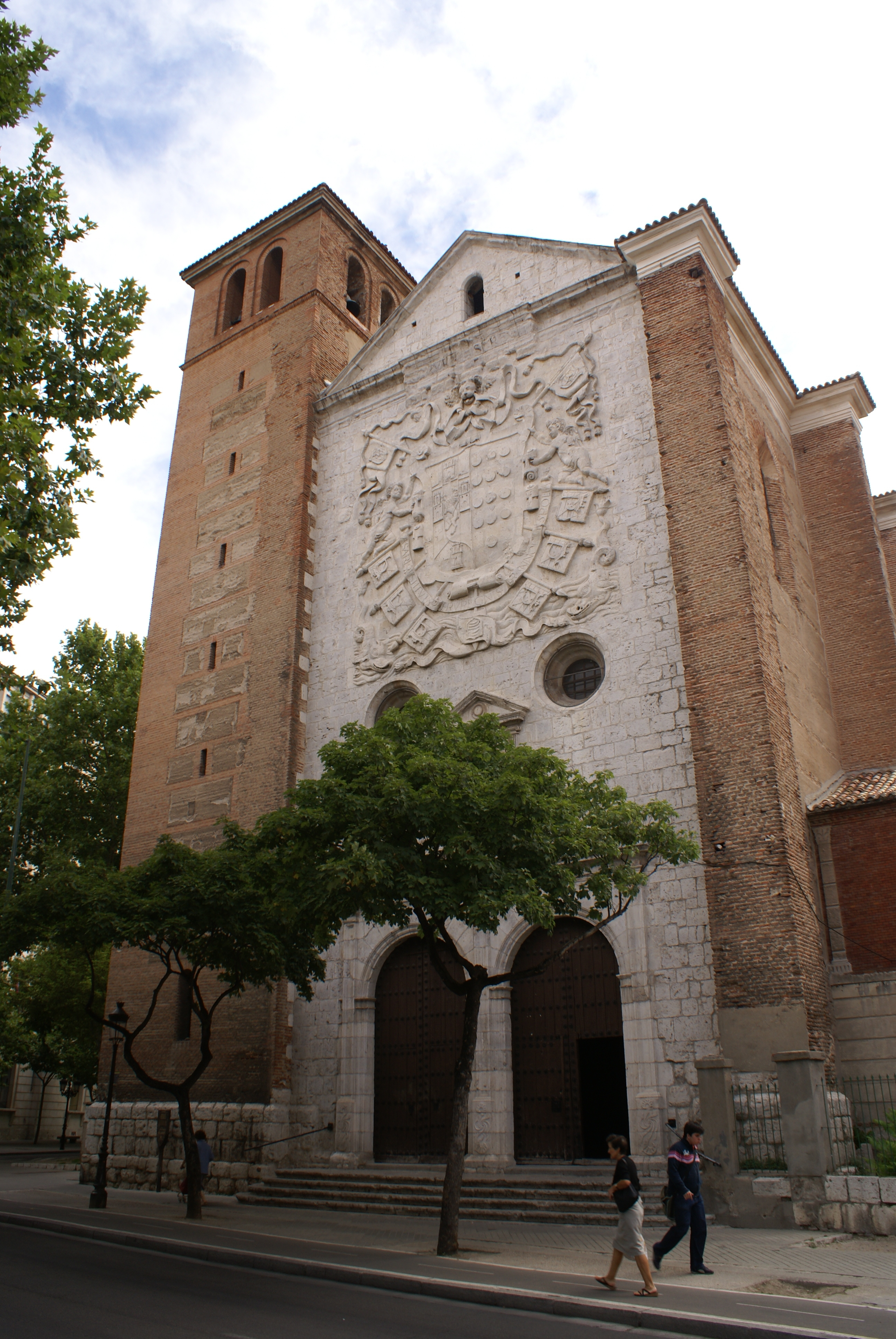
Iglesia de La Magdalena
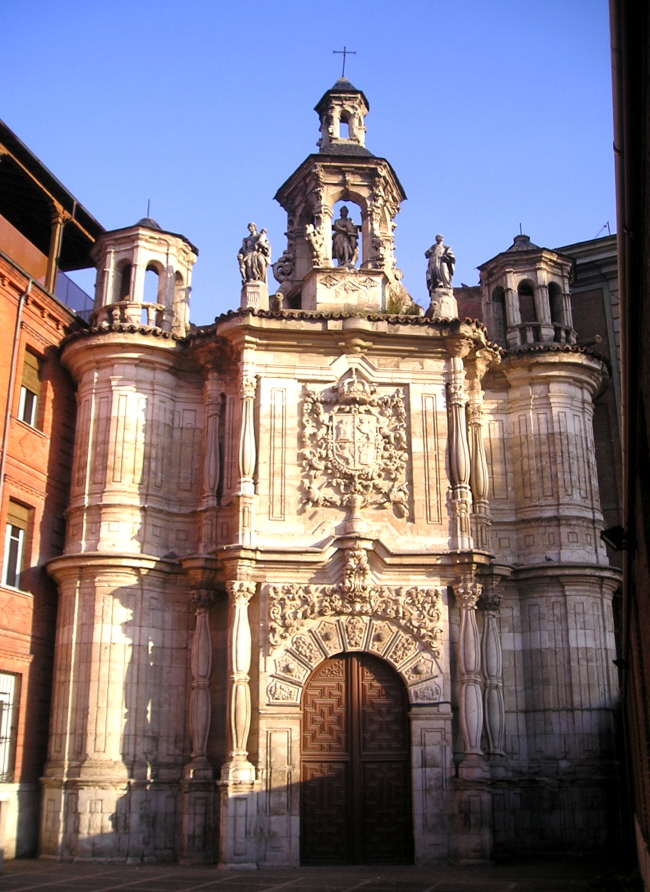
Iglesia de San Juan de Letrán

## Museen
In Valladolid gibt es zahlreiche Museen; die wichtigsten sind:
- Museo Nacional de Escultura
- Museo de Valladolid
- Museo Patio Herreriano de Arte Contemporáneo Español
- Museo de la Ciencia
- Museo Oriental
- Casa Museo Colón
- Museo y Real Monasterio de San Joaquín y Santa Ana

## Wirtschaft
Das Umland von Valladolid war und ist in hohem Maße landwirtschaftlich geprägt, wobei die Viehzucht traditionell eine weniger wichtige Rolle spielte; der Ort bot die notwendigen regionalen Dienstleistungen in den Bereichen Handwerk und Handel. Seit den 1960er Jahren haben sich in den Außenbezirken der Stadt Industrieunternehmen des Kfz-Bereichs (z. B. Renault, Iveco, Michelin) niedergelassen. Zahlreiche kleinere Unternehmen der Lebensmittel verarbeitenden Branche sind ebenfalls hier zu finden. Etwa zwei Drittel der arbeitenden Bevölkerung sind im Dienstleistungssektor (Banken- und Versicherungswesen, Ausbildungs- und Gesundheitswesen, Hotel- und Gaststättenwesen) tätig.

## Verkehr
Valladolid liegt an der Bahnstrecke Madrid–Hendaye und der Schnellfahrstrecke Madrid–Valladolid, die beide über den Bahnhof Campo Grande geführt werden. Die Stadt ist über die A-62 und die A-11 an das spanische Autobahnnetz angeschlossen. Der Flughafen Valladolid liegt 13 Kilometer nordwestlich des Stadtzentrums.

## Sport
Der 1928 gegründete Fußballverein Real Valladolid spielt zurzeit in der Primera División. Die beiden Vereine Club Deportivo Balonmano Atlético Valladolid und Club Deportivo Balonmano Aula spielen Handball in der ersten spanischen Liga. Auch die zwei Spitzenteams des spanischen Rugby, Salvador und VRAC, sind in Valladolid ansässig.

## Veranstaltungen
- Das große internationale Filmfestival der Stadt, die Semana Internacional de Cine de Valladolid, fand erstmals im Jahr 1956 statt.
- Valladolid gilt als Zentrum der Pincho-Kultur in Kastilien. An der alljährlich in der ersten November-Woche ausgetragenen Pincho-Meisterschaft nehmen Dutzende einheimischer Gastronomen teil, sie wird als öffentliches Ereignis inszeniert, bei dem auch die Einwohner der Stadt an der Abstimmung über den Sieger beteiligt sind.
- Die World Jigsaw Puzzle Championship im Millennium Dome fand erstmals 2019 statt.

## Söhne und Töchter der Stadt
- Heinrich I. (1204–1217), König von Kastilien
- Juan de Torquemada (1388–1468), Theologe
- Tomás de Torquemada (1420–1498), Dominikaner, Beichtvater Isabella von Kastiliens
- Hernán Núñez de Toledo (1475–1553), Humanist, Philosoph und Bibelübersetzer
- Dionisio Daça Chacon (1503–1576), Chirurg, Leibwundarzt von Karl V. und Don Carlos
- Fernando Vázquez de Menchaca (1512–1569), Jurist und Humanist
- Philipp II. (1527–1598), Sohn Karls V.
- Leonor de Cisnere (* um 1536–1568), evangelische Märtyrerin, Opfer der spanischen Inquisition
- Esteban Daza (1537–1591), Gitarrist und Komponist
- Don Carlos (1545–1568), Fürst von Asturien
- Juan Pantoja de la Cruz (1553–1608), Maler
- Luis de la Puente (1554–1624), Jesuit und Verfasser asketischer Schriften
- Alonso Peres de Vivero y Menchaca (1598–1661), General, 3. Graf von Fuensaldagne (Fuensaldaña) und Gouverneur von Mailand
- Anna von Österreich (1601–1666), Infantin, Erzherzogin von Österreich und Regentin von Frankreich
- Philipp IV. (1605–1665), König von Spanien
- Antonio Ponce (1608–1677), Stilllebenmaler des Siglo de Oro
- Antonio de Pereda (1611–1678), Maler
- Evaristo Pérez de Castro Brito (1778–1848), Politiker und Ministerpräsident Spaniens
- José Zorrilla y Moral (1817–1893), Dichter und Dramatiker
- Manuel de Castro y Alonso (1864–1944), Geistlicher, römisch-katholischer Bischof von Jaca, Bischof von Segovia und Erzbischof von Burgos
- Francisco Durrio de Madrón (1868–1940), Bildhauer, Keramiker und Goldschmied
- Jorge Guillén (1893–1984), Dichter
- Rosa Chacel (1898–1994), Schriftstellerin
- Adolfo Mengotti (1901–1984), Schweizer Fußballspieler
- Antonio Tovar (1911–1984), Philologe, Linguist und Historiker
- Julián Marías Aguilera (1914–2005), Philosoph, Schüler und Freund von José Ortega y Gasset
- Alejandro Fombellida (1915–1958), Radrennfahrer
- Antonio Palenzuela Velázquez (1919–2003), Bischof von Segovia
- Miguel Delibes (1920–2010), Schriftsteller
- Fernando Arias Salgado (* 1938), Diplomat
- Concha Velasco (1939–2023), Schauspielerin, Tänzerin, Sängerin und Fernsehmoderatorin
- Pilar Mateos (* 1942), Autorin von Kinder- und Jugendbüchern
- Tomás Nistal (* 1948), Radrennfahrer
- Julio Cardeñosa (* 1949), Fußballspieler und -trainer
- José Luis Rodríguez Zapatero (* 1960), Ministerpräsident von Spanien
- José Ramón Pérez Pérez (* 1963), Offizier der spanischen Streitkräfte
- Soraya Rodríguez (* 1963), Juristin und Politikerin
- Elvira Mínguez (* 1965), Schauspielerin
- Juan Carlos Pastor (* 1968), Handballtrainer
- Soraya Sáenz de Santamaría (* 1971), Politikerin, ehemalige stellvertretende Regierungschefin Spaniens
- Francisco Javier Acero Pérez (* 1973), spanisch-mexikanischer Ordensgeistlicher, Weihbischof in Mexiko-Stadt
- Fernando Hernández (* 1973), Handballspieler
- David Pisonero Nieto (* 1973), Handballtrainer und -spieler
- Inés Sastre (* 1973), Fotomodell, Mannequin und Schauspielerin
- Rubén Baraja (* 1975), Fußballspieler
- Mayte Martínez (* 1976), Leichtathletin
- Ricardo Serrano (* 1978), Radrennfahrer
- Germán Díaz (* 1978), Komponist und Musiker
- Patricia Conde (* 1979), Humoristin, Mannequin, Showmasterin und Schauspielerin
- Juan José Abril (* 1980), Radrennfahrer
- Jesús Martínez de la Cal (* 1980), Handballspieler
- Javier Baraja Vegas (* 1980), Fußballspieler
- Roldán Rodríguez (* 1984), Rennfahrer
- Roberto González-Monjas (* 1988), Violinist und Dirigent
- Laura López (* 1988), Synchronschwimmerin
- Sergio Escudero Palomo (* 1989), Fußballspieler
- David Fernández Alonso (* 1996), Handballspieler
- Amaia González de Garibay Barba (* 1997), Handballspielerin
- Álvaro Martínez Lobato (* 1999), Handballspieler
- Simon Stehle (* 2001), deutscher Fußballspieler
- Iván Romeo (* 2003), Radrennfahrer
- Pablo Herrero Polvorosa (* 2004), Handballspieler
- Alejandro Pisonero Cartujo (* 2004), Handballspieler
- Xavier González Unciti (* 2005), Handballspieler
- Álvaro Pérez Méndez (* 2005), Handballtorwart

## Städtepartnerschaften
Valladolid listet folgende sechs Partnerstädte auf:
| Stadt     | Land               | seit |
| --------- | ------------------ | ---- |
| Ahmedabad | Indien             | 2017 |
| Florenz   | Italien            | 2007 |
| Lecce     | Italien            | 2009 |
| Lille     | Frankreich         | 1987 |
| Morelia   | Mexiko             | 1978 |
| Orlando   | Vereinigte Staaten | 2006 |

## Trivia
Die neuseeländische Hauptstadt Wellington ist der Antipode von Valladolid und ziemlich genau 20.000 km Luftlinie entfernt.